# Boara Pisani
Boara Pisani (Boara in veneto) è un comune italiano di 2 331 abitanti della provincia di Padova in Veneto.
Si estende sulla sponda sinistra del fiume Adige davanti a Boara Polesine, frazione di Rovigo, ed è situato all'estremità meridionale della provincia.

## Origini del nome
Il toponimo, similmente a quello della vicina Boara Polesine, dovrebbe derivare dal sostantivo longobardo bouga, che significa "anello", "curva", "ansa". Tale espressione era usata in longobardo anche per indicare le tortuosità dei fiumi. L'appellativo Pisani fu aggiunto con decreto regio del 5 gennaio del 1868 in onore della famiglia Pisani, che sostenne la bonifica della zona.

## Storia

### Simboli
Lo stemma e il gonfalone sono stati concessi con D.P.R. del 10 febbraio 1953.
Lo stemma comunale riprende il blasone della nobile famiglia veneziana dei Pisani a cui è stato aggiunto il corno dogale, simbolo della carica di doge della Repubblica di Venezia, titolo assunto da Alvise Pisani dal 1735 al 1741.
Il gonfalone è un drappo partito di azzurro e di bianco.

## Società

### Evoluzione demografica
Abitanti censiti

## Infrastrutture e trasporti
Boara Pisani dispone del casello autostradale Boara - Rovigo Nord sulla A13.

## Amministrazione
Nel 1993 viene introdotta l'elezione diretta del sindaco da parte dei cittadini, secondo quanto riportato nella legge n. 81 del 25 marzo dello stesso anno. Di seguito vengono riportati i sindaci di Boara Pisani dal 1993 ad oggi.
| Sindaco            | Partito                  | Periodo        | Elezione |
| ------------------ | ------------------------ | -------------- | -------- |
| Mario Pellegrini   | Lista civica             | 1993-1997      | 1993     |
| Antonio Pescarin   | Lista civica             | 1997-1998      | 1997     |
| Angelo Beraldo     | Lista civica             | 1998-2003      | 1998     |
| Angelo Beraldo     | Lista civica             | 2003-2006      | 2003     |
| Luca Pescarin      | Lista civica             | 2006-2011      | 2006     |
| Luca Pescarin      | Lista civica "Per Boara" | 2011-2016      | 2011     |
| Luca Pescarin      | Lista civica "Per Boara" | 2016-2021      | 2016     |
| Andrea Gastaldello | Lista civica "Per Boara" | 2021-in carica | 2021     |